# Quatre Nuits d'un rêveur
Pour plus de détails, voir Fiche technique et Distribution.
Quatre Nuits d'un rêveur est un film franco-italien réalisé par Robert Bresson, sorti en 1971.

## Synopsis
Une nuit, Jacques se promène sur le pont Neuf et croise une jeune fille au comportement étrange. Elle tente de sauter dans la Seine, Jacques l'en empêche et ils font connaissance. Ils se revoient la nuit suivante et Marthe, la jeune fille, se confie à lui.

## Fiche technique
- Titre : Quatre Nuits d'un rêveur
- Réalisation : Robert Bresson
- Scénario : Robert Bresson d'après Les Nuits blanches de Fiodor Dostoïevski
- Photographie : Pierre Lhomme
- Son : Roger Letellier
- Musique : Michel Magne
- Montage : Raymond Lamy
- Comptable : Michel Cuénin
- Pays :  France -  Italie
- Tournage : du 10 août au 7 octobre 1970
- Production : Albina Productions (Paris) - Victoria Films - I Film Dell'Orso (Roma)
- Distribution : Imperia Films
- Durée : 87 minutes
- Date de sortie :
  - France : 13 mai 1971 (Festival de Cannes) ; 2 février 1972 (sortie nationale)

## Distribution
- Isabelle Weingarten : Marthe
- Guillaume des Forêts[1] : Jacques
- Jérôme Massart : l'ancien camarade des Beaux-Arts de Jacques
- Jean-Maurice Monnoyer[2] : l'étudiant locataire de la mère de Marthe
- Lidia Biondi : la mère de Marthe
- Patrick Jouané : le gangster
- Giorgio Maulini : Locksmith
- Jacques Renard : un passant dans la rue, à la sortie d'un square

## Distinctions
Le film a été présenté à la Quinzaine des réalisateurs, en sélection parallèle du festival de Cannes 1971.

### Radio
- « Salle de rédaction - Robert Bresson (1re diffusion : 20/02/1972) », Radio France, Les Nuits de France Culture, extrait d'un enregistrement du Masque et la Plume.